# Starship Troopers - Fanteria dello spazio
Starship Troopers - Fanteria dello spazio (Starship Troopers) è un film del 1997 diretto da Paul Verhoeven.
È liberamente tratto dal romanzo del 1959 Fanteria dello spazio di Robert A. Heinlein. Ha avuto quattro seguiti: Starship Troopers 2 - Eroi della federazione (2004) Starship Troopers 3 - L'arma segreta (2008) Starship Troopers - L'invasione (2012) e Starship Troopers - Attacco su Marte (2017). Il film, costato circa 100000000 $, ne ha incassati solo la metà in patria, ma grazie agli incassi all'estero arrivò a incassare complessivamente 121000000.

## Trama
Nella metà del XXIII secolo, nel corso della colonizzazione di nuovi pianeti, gli uomini incontrano una specie aliena insettoide non tecnologica, nota come Aracnidi o "insetti" originari di Klendathu, un lontano pianeta desertico sito agli antipodi della Via Lattea rispetto alla Terra. La Terra è governata da un regime militare federato, in cui la cittadinanza è un privilegio guadagnato svolgendo attività come il servizio militare nelle forze armate planetarie e che, una volta concluso, conferisce pieni diritti politici ed opportunità inibite ai civili comuni. La Fanteria Mobile, che si sposta nei vari territori umani della galassia, incrocia le strade con gli Aracnidi, che invadono pianeti lanciando degli asteroidi con getti al plasma e spargendo le loro spore nello spazio.
Johnny Rico, giovane studente di Buenos Aires, si arruola nelle forze federali dopo il diploma, ispirato dal professor Rasczak e per seguire la sua ragazza, Carmen Ibañez. Il loro rapporto è però destinato a deteriorarsi a causa della lontananza e delle differenti destinazioni dei due: aeronauta per Ibañez, soldato della Fanteria Mobile per Rico. Anche il miglior amico di Johnny, Carl Jenkins, si arruola e viene assegnato nella Intelligence della Federazione essendo dotato di insolite capacità psichiche. Al campo di addestramento, Johnny viene affidato al sergente Zim, che con i suoi metodi inizia a formare le reclute. Johnny si fa notare e gli viene assegnato il ruolo di caposquadra. Stringe amicizia con il commilitone Ace Levy, anch'egli aspirante caposquadra ed intenzionato a fare carriera nella fanteria; sul campo si presenta Dizzy Flores, ex compagna di studi di Johnny innamorata di lui, che però inizialmente non ricambia. Johnny la considera un'amica, ma dopo la rottura con Carmen, la loro amicizia si trasforma in un rapporto d'amore.
Purtroppo, durante un'esercitazione, il commilitone Breckinridge muore per sua responsabilità. Dopo essere stato processato e condannato alla flagellazione come pena per l'incidente, Johnny chiama i genitori a casa per avvertirli del suo ritorno. Durante la chiamata però le comunicazioni vengono interrotte a causa della caduta di un asteroide lanciato dagli Aracnidi che precipita su Buenos Aires, che la distrugge causando la morte di milioni di persone, compresi i suoi genitori. Ora combattere è questione di vendetta. La guerra totale appena dichiarata agli insetti è l'occasione per ottenerla, così Johnny ritira le dimissioni dalla Fanteria Mobile mentre questa organizza un'offensiva diretta a Klendathu. Il primo scontro a Klendathu contro gli insetti è un disastro e la Fanteria Mobile subisce un enorme numero di perdite. Johnny rimane ferito e durante il ricovero viene per errore classificato come ucciso durante l'azione, cosa che induce Carmen a credere che sia morto. Johnny, Ace e Dizzy vengono assegnati al plotone dei Leoni di Rasczak guidato dal tenente Rasczak, il quale nomina Rico prima caporale e poi sergente.
I Leoni rispondono ad una chiamata di soccorso dal Pianeta "P", dove scoprono un avamposto della Fanteria che è stato decimato dagli insetti. La chiamata si rivela così essere una trappola: uno sciame di Aracnidi assale il gruppo e nello scontro sanguinolento Rasczak viene ucciso, mentre Dizzy rimane gravemente ferita e muore tra le braccia di Johnny. Lui ed i sopravvissuti vengono tempestivamente tratti in salvo da Carmen e Zander. Al termine del funerale di Dizzy, Carl si riunisce con Johnny e Carmen ed afferma di percepire la presenza di un "Insetto intelligente" che comanda gli altri Aracnidi. Johnny viene promosso tenente: il suo obiettivo è quello di localizzare l'Insetto intelligente per porre fine alla guerra.
Nelle prime fasi dell'operazione, l'astronave pilotata da Zander e Carmen si spezza a metà quando viene colpita in pieno da un getto di plasma lanciato dagli Aracnidi dalla superficie del pianeta. Nel fuggi fuggi susseguente, la maggior parte dell'equipaggio muore, compresa il capitano della nave, per la quale Carmen nutriva grande stima. Lei e Zander riescono a mettersi in salvo con una scialuppa di salvataggio, ma precipitano sul pianeta, finendo nel sottosuolo, proprio nel mezzo della tana degli Aracnidi, i quali bloccano i due mettendoli al cospetto dell'insetto intelligente. Johnny conduce Ace e Sugar Watkins nella tana per salvarli; nel frattempo, l'insetto intelligente aspira il cervello di Zander, perforandogli il cranio con la sua proboscide appuntita, ma quando prova a fare lo stesso con Carmen, questa gliela mozza con un coltello passatole da Zander poco prima di morire. Johnny minaccia gli insetti con una piccola bomba atomica e così l'Insetto intelligente libera Carmen. Gli Aracnidi si mettono ad inseguirli ed il sergente Watkins, ferito mortalmente, si sacrifica detonando la bomba che uccide tutti gli insetti situati nella grotta.
Una volta arrivati all'esterno, Rico e gli altri notano i fanti in festa e, seguendoli, si accorgono che l'Insetto intelligente è stato catturato da Zim, il loro istruttore al campo di addestramento, che ha deciso di essere degradato a soldato semplice pur di tornare a combattere. Carl, adducendo motivi di segretezza, si rifiuta di rispondere a Johnny che gli chiede se sia stato lui a guidarlo psichicamente per trovare Carmen nella tana. Carl usa i suoi poteri per leggere nella mente dell'Insetto intelligente affermando che prova paura. L'Insetto intelligente viene in seguito portato in laboratori dove gli scienziati federali lo seviziano e lo esaminano, in modo da scoprire i segreti del nemico, mentre Carmen, Ace e Johnny prendono parte ad un filmato di propaganda incoraggiando gli spettatori ad arruolarsi per servire la Fanteria Mobile.

## Produzione
Le riprese del film si svolsero dal 29 aprile 1996 al 23 ottobre 1996.
La pellicola è stata girata in varie località statunitensi, fra cui:
- Dakota del Sud: nel parco nazionale delle Badlands ed a Kadoka;
- Wyoming: nell'Hell's Half Acre e presso il Powder River;
- California: presso il Baldwin Park (per le scene dell'ospedale) alla Henman House (per le riprese interne della casa di Rico) ad Agoura Hills (per le riprese esterne della casa di Rico) al California Institute of Technology, al Mile Square Regional Park di Fountain Valley, alla Walter Pyramid di Long Beach, al Los Angeles Convention Center (per le scene del porto spaziale) nei Sony Pictures Studios di Culver City ed a Pasadena.

## Ambientazione
Nel commento audio dell'edizione in DVD-Video, il regista afferma che il film è una critica alla società e alla politica statunitensi dell'epoca, che «hanno la tendenza a usare il potere e la violenza contro tutti gli obiettori». Nel film viene dipinta una società militarizzata e xenofoba, alla continua ricerca di un nemico da combattere. Come in ogni regime dittatoriale, anche nella società rappresentata nel film, alla tendenza dominante che predilige l'uso della violenza, si oppone un sentimento razionale e pacifista, che tuttavia viene represso dai vertici federali e identificato come "il viale del fallimento". Per alimentare la macchina bellica, i soldati vengono mandati in guerra con equipaggiamenti e tattiche inadeguate, mentre nel romanzo utilizzano armi e mezzi avveniristici. Alla fine del film i protagonisti sono perfettamente integrati nella società e assuefatti alla guerra.

## Distribuzione
Negli Stati Uniti d'America è uscito nelle sale cinematografiche il 7 novembre 1997. In Italia, invece, è uscito il 27 febbraio 1998.

### Doppiaggio italiano
La direzione del doppiaggio è di Sandro Acerbo e i dialoghi italiani sono curati da Marco Mete, per conto della SEFIT-CDC. La sonorizzazione, invece, venne affidata alla International Recording spa.

## Opere derivate

### Film seguiti
Il film Starship Troopers 2 - Eroi della federazione (2004) del regista Phil Tippett riprende alcune tematiche del primo film ma è, tutto sommato, più vicino alla serie Alien e agli zombie-movie, a causa di molte scene splatter. Inoltre il protagonista non è Johnny Rico ma il capitano V.J. Dax (interpretato da Richard Burgi) e rappresenta quindi un capitolo a parte.
Il terzo episodio, Starship Troopers 3 - L'arma segreta (2008) per la regia di Edward Neumeier e prodotto dallo stesso Verhoeven, è il vero seguito del primo film e vede il ritorno del personaggio del colonnello Rico e di un cast rinnovato.
Nel 2012 è stato realizzato un film in CGI, Starship Troopers - L'invasione, un film animato direct-to-video che si ricollega direttamente al primo film ignorando i capitoli successivi. Nel 2017 è uscito Starship Troopers - Attacco su Marte, sempre un film in CGI direct-to-video che segue le vicende del film precedente. Dato il successo del primo dei due sequel animati, nel secondo film Casper Van Dien è tornato ad interpretare Johnny Rico doppiandone il personaggio, che non aveva doppiato nel primo film animato.

### Altre opere derivate
Roughnecks: The Starship Troopers Chronicles, una serie televisiva in computer grafica del 1999, riprende le vicissitudini dello squadrone di cui facevano parte Johnny, Dizzy e Ace, mostrando quindi tutte le altre loro missioni, che si collocherebbero ipoteticamente a metà del film. Nella serie vengono introdotte per la prima volta le tute potenziate, di cui parlava il romanzo, che poi verranno riprese nel terzo film.
Dal film Starship Troopers - Fanteria dello spazio sono stati poi tratti due videogiochi, lo sparatutto Starship Troopers e il gioco di strategia Starship Troopers: Terran Ascendancy.
Di Starship Troopers sono stati prodotti infine tre giochi da tavolo, Starship Troopers della Avalon Hill del 1976 (basato unicamente sul romanzo) il gioco di ruolo Starship Troopers - The Roleplaying game e il wargame tridimensionale Starship Troopers - The Miniature game, entrambi della Mongoose Publishing e basati su misto di elementi del romanzo, della serie animata e del film.

## Riconoscimenti
- 1998 - Premio Oscar
  - Candidatura Migliori effetti speciali a Phil Tippett, Scott E. Anderson, Alec Gillis e John Richardson
- 1998 - Saturn Award
  - Migliori effetti speciali a Phil Tippett, Scott E. Anderson, Alec Gillis e John Richardson
  - Migliori costumi a Ellen Mirojnick
  - Candidatura Miglior film di fantascienza
  - Candidatura Miglior regia a Paul Verhoeven
  - Candidatura Miglior sceneggiatura a Edward Neumeier
- 1997 - Satellite Award
  - Candidatura Miglior film d'animazione o a tecnica mista
  - Candidatura Migliori effetti visivi
- 1998 - MTV Movie Award
  - Candidatura Miglior sequenza d'azione (L'insetto attacca la fortezza)
- 1998 - Premio Hugo
  - Candidatura Miglior rappresentazione drammatica
- 1999 - Empire Award
  - Candidatura Miglior debutto a Denise Richards